# 耳介筋
耳介筋（じかいきん、英語: auricular muscle）は頭部の浅頭筋のうち、耳介にかけての筋肉の総称。筋肉の一方が皮膚で終わっている皮筋である。
人間の耳介筋は、外耳介筋、内耳介筋の2つの筋肉によって構成される。